# La Présentation
La Présentation es un municipio de la provincia de Quebec en Canadá. Está ubicado en el municipio regional de condado de Les Maskoutains y a su vez, en la región de Montérégie-Est. Hace parte de las circunscripciones electorales de Verchères a nivel provincial y de Saint-Hyacinthe−Bagot a nivel federal.

## Geografía
La Présentation se encuentra ubicada en las coordenadas 45°40′00″N 73°03′00″O / 45.66667, -73.05000. Según Statistics Canada, tiene una superficie total de 94,48 km² y es una de las 1134 localidades en las que está dividido administrativamente el territorio de la provincia de Quebec.

## Demografía
Según el censo de 2011, había 2466 personas residiendo en este municipio con una densidad poblacional de 26,1 hab./km². Los datos del censo mostraron que de las 2115 personas censadas en 2006, en 2011 hubo un aumento poblacional de 351 habitantes (16,6%). El número total de inmuebles particulares resultó de 988 con una densidad de 10,46 inmuebles por km². El número total de viviendas particulares que se encontraban ocupadas por residentes habituales fue de 968.